# سكوت مينتس
سكوت مينتس (بالإنجليزية: Scott Meents)‏ مواليد 4 يناير 1964 في كانكاكي، هو لاعب كرة سلة أمريكي معتزل. بدأ مسيرته الاحترافية في سنة 1986. تم اختياره من قبل فريق شيكاغو بولز خلال الدرافت. يبلغ طوله 6 قدم 10 بوصة (2.1 م). اعتزل اللعب في 1998. لعب مع نادي غوريتسيا لكرة السلة وسياتل سوبرسونيكس.

## روابط خارجية
- سكوت مينتس على موقع إن بي أي (الإنجليزية)
- سكوت مينتس على موقع سبورتس رفرنس (الإنجليزية)
- سكوت مينتس على موقع كرة السلة الأوروبية.كوم (الإنجليزية)
- سكوت مينتس على موقع كلية كرة السلة في سبورتس رفرنس.كوم (الإنجليزية)
- سكوت مينتس على موقع ريلجم (الإنجليزية)
- سكوت مينتس على موقع بروبوليرز (الإنجليزية)